# Diapetimorpha ruficrus
Diapetimorpha ruficrus är en stekelart som först beskrevs av Taschenberg 1876.  Diapetimorpha ruficrus ingår i släktet Diapetimorpha och familjen brokparasitsteklar. Inga underarter finns listade i Catalogue of Life.